# Championnats du monde de biathlon 2011
Navigation
Khanty-Mansiïsk 2010 Ruhpolding 2012
La 49e édition des Championnats du monde de biathlon, organisée par l'Union internationale de biathlon, se déroule du 3 au 13 mars 2011 à Khanty-Mansiïsk en Russie, qui a organisé les Championnats du monde 2003 et les Championnats du monde de relais mixte 2005 et 2010.
La compétition est marquée par le premier titre de Martin Fourcade, qui remporte la poursuite.

## Programme
|  | - Jeudi 3 mars : - Relais mixte - Samedi 5 mars : - Sprint hommes - Sprint femmes - Dimanche 6 mars : - Poursuite hommes - Poursuite femmes - Mardi 8 mars : - Individuel hommes | - Mercredi 9 mars : - Individuel femmes - Vendredi 11 mars : - Relais hommes - Samedi 12 mars : - Mass start femmes - Mass start hommes - Dimanche 13 mars : - Relais femmes |  |

## Tableau des médailles
| Médailles | Pays        | Or | Argent | Bronze | Ensemble |
| --------- | ----------- | -- | ------ | ------ | -------- |
| 1         | Allemagne   | 4  | 3      | 0      | 7        |
| 2         | Norvège     | 4  | 1      | 4      | 9        |
| 3         | France      | 1  | 2      | 1      | 4        |
| 4         | Finlande    | 1  | 1      | 0      | 2        |
| 5         | Suède       | 1  | 0      | 2      | 3        |
| 6         | Biélorussie | 0  | 1      | 1      | 2        |
| 6         | Ukraine     | 0  | 1      | 1      | 2        |
| 8         | Italie      | 0  | 1      | 0      | 1        |
| 8         | Russie      | 0  | 1      | 0      | 1        |
| 10        | Autriche    | 0  | 0      | 1      | 1        |
| 10        | Slovaquie   | 0  | 0      | 1      | 1        |

## Tableau récapitulatif
| Sprint (10 km)                 | Arnd Peiffer (GER)                                                      | Martin Fourcade (FRA)                                                       | Tarjei Bø (NOR)                                                                    |
| Poursuite (12,5 km)            | Martin Fourcade (FRA)                                                   | Emil Hegle Svendsen (NOR)                                                   | Tarjei Bø (NOR)                                                                    |
| Individuel (20 km)             | Tarjei Bø (NOR)                                                         | Maxim Maksimov (RUS)                                                        | Christoph Sumann (AUT)                                                             |
| Mass start (15 km)             | Emil Hegle Svendsen (NOR)                                               | Lukas Hofer (ITA)                                                           | Tarjei Bø (NOR)                                                                    |
| Relais (4 × 7,5 km)            | Norvège Ole Einar Bjørndalen Alexander Os Emil Hegle Svendsen Tarjei Bø | Ukraine Olexander Bilanenko Andriy Deryzemlya Serhiy Semenov Sergueï Sednev | Suède Fredrik Lindström Magnus Jonsson Carl-Johan Bergman Björn Ferry              |
| Femmes                         |                                                                         |                                                                             |                                                                                    |
| Sprint (7,5 km)                | Magdalena Neuner (GER)                                                  | Kaisa Mäkäräinen (FIN)                                                      | Anastasia Kuzmina (SVK)                                                            |
| Poursuite (10 km)              | Kaisa Mäkäräinen (FIN)                                                  | Magdalena Neuner (GER)                                                      | Helena Ekholm (SWE)                                                                |
| Individuel (15 km)             | Helena Ekholm (SWE)                                                     | Tina Bachmann (GER)                                                         | Vita Semerenko (UKR)                                                               |
| Mass start (12,5 km)           | Magdalena Neuner (GER)                                                  | Darya Domracheva (BLR)                                                      | Tora Berger (NOR)                                                                  |
| Relais (4 × 6 km)              | Allemagne Andrea Henkel Miriam Gössner Tina Bachmann Magdalena Neuner   | France Anais Bescond Marie-Laure Brunet Sophie Boilley Marie Dorin          | Biélorussie Nadezhda Skardino Darya Domracheva Nadzeya Pisareva Liudmila Kalinchik |
| Mixte                          |                                                                         |                                                                             |                                                                                    |
| Relais (2 × 6 km + 2 × 7,5 km) | Norvège Tora Berger Ann Kristin Flatland Ole Einar Bjørndalen Tarjei Bø | Allemagne Andrea Henkel Magdalena Neuner Arnd Peiffer Michael Greis         | France Marie-Laure Brunet Marie Dorin Alexis Bœuf Martin Fourcade                  |